# Brocke Blückert
Brocke Blückert, född 1887, död 1956 i Göteborg, var en svensk konstnär och dekorationsmålare.
Blückert studerade konst för Filip Månsson i Stockholm. Bland hans offentliga arbeten märks utsmyckningarna för Stockholms rådhus, Svenska kyrkan i Paris, Särö kyrka, Lysekils kyrka, en väggmålning i Håveruds kanalmuseum, dekorationsarbeten för Broströmska stiftelsen i Göteborg, taket i Röhsska museets Arkitekturhall och taket i gamla tingssalen i Mariestad, målad 1923.